# Appendisotoma abiskoensis
Appendisotoma abiskoensis är en urinsektsart som först beskrevs av Agrell 1939.  Appendisotoma abiskoensis ingår i släktet Appendisotoma, och familjen Isotomidae. Arten är reproducerande i Sverige.